# جيمس ماكول ديكسون
جيمس ماكول ديكسون (بالإنجليزية: James McColl Dickson)‏ هو سياسي نيوزلندي، ولد في 1854، وتوفي في 1937. حزبياً، نشط في Reform Party (New Zealand) ‏. في 1914 New Zealand general election ‏، انتخب عضو مجلس النواب نيوزيلندا عن دائرة Chalmers (New Zealand electorate) ‏ (1914 – 1928).